# Açorda
L'açorda est un plat traditionnel portugais à base de pain, d'ail, d'herbes aromatiques, d'huile d'olive, d'œufs pochés et/ou de viande, poisson, légumes sous forme de soupe ou de panade. Les différentes régions portugaises ont leur propre recette d'açorda. L'Açorda à alentejana est un classique.

## Dénomination
De l'arabe الثريدة (al thurayda) en portugais ath-thorda, ath-thurdâ en référence au tharid, très ancienne préparation de pain trempé condimenté. Les migas ibériques désignent le même type de plat à base de pain trempé, de corps gras et d'aromates, le nom varie selon les régions. Migar, migar pão signifie émietter du pain. Les ensopados (ensopado do borrego - d'agneau) sont des ragouts largement saucés trempés de tranches de pain dur.
En 1645, Menasseh Ben Israel écrit  «À propos du couscous, ou de l'Açorda où les miettes de pain sont mélangées au bouillon, encore qu'elle n'a pas la forme d'un pain, c'est une bénédiction de table». Joseph Marques (1764) donne la première définition en français dans son dictionnaire portugais-français  «comer de gente rustica, que se faz com migas de paő, azeite, e alho [nourriture de gens de campagne, faite de pain trempé, d'huile d'olive et d'ail]. Potage épais fait avec de pain, d'huile et d'ail».

## Description
L'açorda est déclinée en différente texture (de la soupe aux migas qui sont des détrempes compactes) et de multiples compositions autour du sel, du pain, de l'huile d'olive ou du gras de porc, des aromates méditerranéens et d'un liquide qui va de l'eau aux bouillons de viande, poissons et/ou légumes.

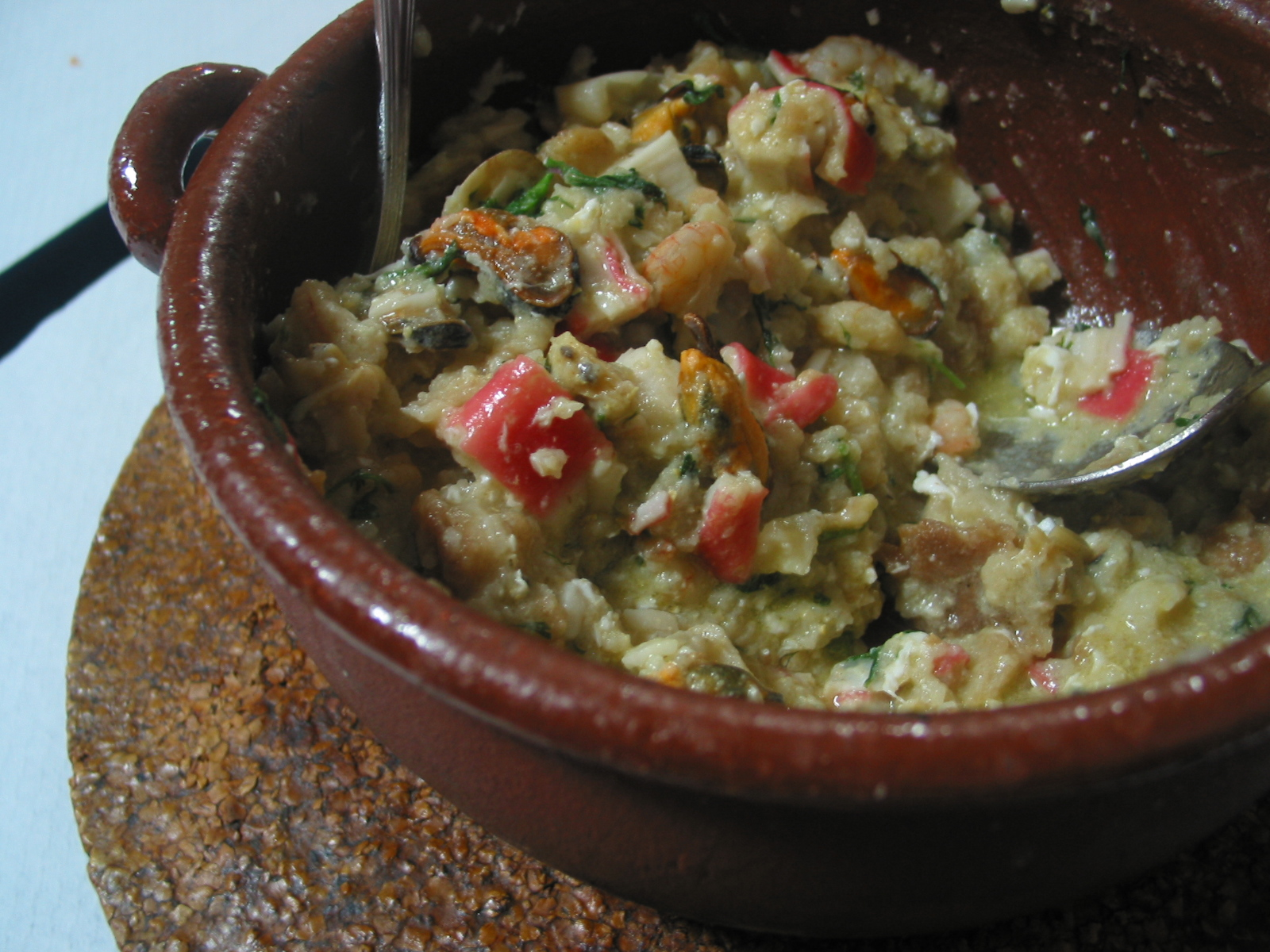
Açorda de Marisco

- Açorda de bacalhau (de morue), Nord Portugal continental. Peut prendre des formes sophistiquées (avec citron, fenouil, cannelle[7]) ou rustiques Açorda de Lamego, Açorda de Mirandela.
- Açorda de marisco (aux fruits de mer), açorda aux palourdes, clovisses et aux gambas[8], proche de l'açorda de camarão (de crevettes) estuaire du Sado, Algarve[9], la même devient açorda reale (royale) avec de la langouste[10].Açorda à alentajana avec son poejo (menthe pouliot)

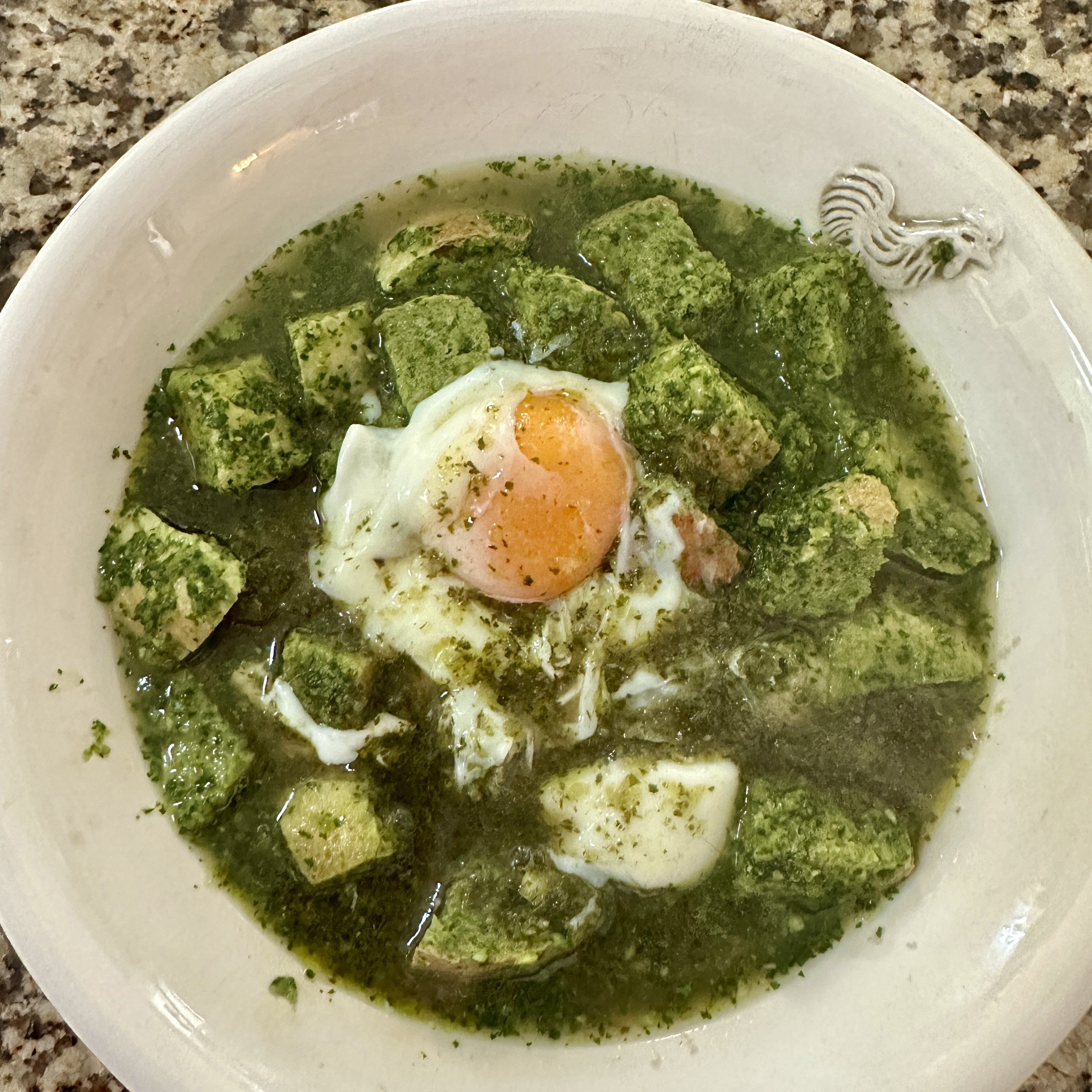
Açorda à alentajana avec son poejo (menthe pouliot)

- L'Açorda à alentejana (Alentejo) est une soupe cuite/infusée: la menthe pouliot, la coriandre (l'une ou l'autre ou l'une et l'autre) crues, l'ail cru, le gros sel et l'huile d'olive sont écrasées au fond de la soupière. Un bouillon chaud et clair est versé dessus pour infusion, le tout lié avec des tranches de pain local rassis. L'açorda alentejana se sert avec du poisson frais, de la morue (Açorda à alentejana de bacalhau ), du gibier (Açorda de perdiz[11]) et/ou des œufs (pochés ou bouillis)[12]. Une recette comparable avec du persil au lieu de la menthe pouliot et la coriandre est donnée en Algarve[13].
- L'açorda madeirense (de Madère) avec des patates douces[14],
- L'açorda de Medrões, açorda avec cervelle de porc, côtes de porc, de l'oignon, de l'ail et du pain. Trás-os-Montes et Haut Douro,
- L'açorda de espargos bravos e carnes variadas (Nord du pays) est à base d'asperges sauvages, de bœuf, de volaille, de jambon[15].